# La Lobera, Jalisco
La Lobera är en ort i Mexiko.   Den ligger i kommunen San Cristóbal de la Barranca och delstaten Jalisco, i den centrala delen av landet, 500 km väster om huvudstaden Mexico City. La Lobera ligger 1 785 meter över havet och antalet invånare är 288.
Terrängen runt La Lobera är kuperad åt nordväst, men åt sydost är den bergig. Runt La Lobera är det glesbefolkat, med 9 invånare per kvadratkilometer. Närmaste större samhälle är Trinidad García de la Cadena, 17,2 km nordost om La Lobera. I omgivningarna runt La Lobera växer huvudsakligen savannskog.